# Magazos (Lugo)
Magazos (llamada oficialmente Santa María de Magazos) es una parroquia española del municipio de Vivero, en la provincia de Lugo, Galicia.

## Organización territorial
La parroquia está formada por cuarenta entidades de población, constando treinta y una de ellas en el nomenclátor del Instituto Nacional de Estadística español:

### Entidades de población
Entidades de población que forman parte de la parroquia:
- Aralde
- Atafona (A Tafona)
- Atallo (O Atallo)
- Barbeito
- Bimbial (O Vimbial)
- Cales
- Calzada (A Calzada)
- Capilla (A Capela)
- Carrapota (A Carrapota)
- Carreira (A Carreira)
- Casanova (A Casa Nova)
- Castelo
- Chousela
- Coto (O Coto)
- Cruz (A Cruz)
- Fondón
- Iglesia (A Igrexa)
- Orxal (O Orxal)
- Ourao
- Outeiro (O Outeiro)
- Panela
- Pedreira (A Pedreira)
- Ponte Grañolas
- Pontellas
- Prado
- Raxal (O Raxal)
- Río Pedroso
- Rosa (A Rosa)
- Rua Nova (A Rua Nova)
- Saboya (Saboia)
- San Martiño
- Tilleira (A Telleira)
- Valdeflores (Val de Flores)
- Veiga (A Veiga)
- Villamarcol (Vilamarcol)

### Despoblados
Despoblados que forman parte de la parroquia:
- Áspera
- Cabaniña (A Cabaniña)
- Portochao
- Randamil
- Vilar (O Vilar)

## Demografía
| Gráfica de evolución demográfica de Magazos entre 2000 y 2021 |
|                                                               |
| Datos según el nomenclátor publicado por el INE.              |